# ¡¡¡Caverrrrnícola!!!
¡¡¡Caverrrrnícola!!!  (título original: RRRrrrr!!!) es una película francesa de comedia absurda publicada en 2004 dirigida por Alain Chabat, que también participó en el guion y en el reparto.

## Trama
La película nos sitúa en la época prehistórica, en una tribu conocida como la tribu del pelo limpio porque poseen la receta para hacer champú, en la tribu todos se llaman Piedra. Por otro lado está la tribu del pelo sucio, que es la tribu enemiga ya que quieren robarles la receta.
La historia se centra en dos personajes de la tribu del pelo limpio, uno con el pelo rizado y otro con el pelo rubio. En la tribu ha ocurrido el primer asesinato de la historia y entre ellos, el jefe de la tribu, el "curandólogo" y la ayuda de los demás personajes de la tribu investigarán el crimen. Mientras tanto la hija del jefe de la tribu de los pelo sucio se infiltra y seduce al protagonista del pelo rizado para conseguir la receta del champú.

## Reparto
| Actor                        | Personaje                         |
| ---------------------------- | --------------------------------- |
| Marina Foïs                  | Gy                                |
| Gérard Depardieu             | Jefe de la tribu del pelo sucio   |
| Jean Rochefort               | Lucie                             |
| Alain Chabat                 | Curandólogo                       |
| Pierre-François Martin-Laval | Piedra (pelo rizado)              |
| Jean-Paul Rouve              | Piedra (Rubio)                    |
| Elise Larnicol               | Mujer del jefe de los pelo limpio |

## Recepción
La película tiene un 5,8 sobre 10 en IMDb con 9.782 votos y cuenta con un 82% en Rotten Tomatoes.